# STS-64
إس تي إس-64 (بالإنجليزية: STS-64)‏ الرحلة الثالثة والستون ضمن برنامج مكوك الفضاء لوكالة ناسا، والرحلة التاسعة عشر على متن مكوك الفضاء ديسكفري، انطلقت الرحلة في 9 سبتمبر 1994 من مركز كينيدي للفضاء ، وهبطت بتاريخ 20 سبتمبر في قاعدة إدواردز الجوية، بعد أحد عشر يوماً مكثتها الرحلة في الفضاء، خلال الرحلة تم إجرآء عدة دراسات متعلقة في الغلاف الجوي لعدة مناطق، شملت شمال أوروبا، إندونيسيا، جنوب المحيط الهادئ، روسيا وأفريقيا، بلغ عدد الرواد المشاركين في الرحلة ستة رواد.